# Wiktor Grigorjewitsch Werschinin

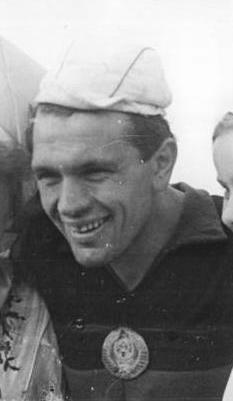
Wiktor Grigorjewitsch Werschinin (1955)

Wiktor Grigorjewitsch Werschinin (russisch Виктор Григорьевич Вершинин; * 1. Januar 1928 in Moskau; † September 1989 ebenda) war ein sowjetischer Radrennfahrer und nationaler Meister im Radsport.

## Sportliche Laufbahn
Er war Teilnehmer der Olympischen Sommerspiele 1956 in Melbourne. Im olympischen Straßenrennen wurde er beim Sieg von Ercole Baldini 35. Die sowjetische Mannschaft kam in der Mannschaftswertung auf den 6. Rang. 1946 wurde er Zweiter der nationalen Meisterschaft im Straßenrennen hinter Anatoli Dscharschanz, 1952 hinter Wladimir Krjutschkow.
Mit Benjamin Leonidowitsch Batajen siegte er 1947 und 1948 in der Meisterschaft im Zweier-Mannschaftsfahren. Werschinin startete viermal in der Internationalen Friedensfahrt, seine beste Platzierung in der Gesamtwertung war der 7. Platz 1955. Er startete für die Vereine Spartak Moskau und ZSKA Moskau.